# Laghu

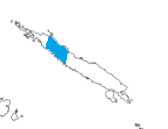
Území na ostrově Santa Isabel, kde byl jazyk laghu v minulosti rozšířen

Laghu (výslovnost lagu, též Hoatana nebo Katova) je mrtvý jazyk, co se používal na ostrově Santa Isabel. Jazyk vymřel roku 1984. Tehdy se s ním mluvilo ve vesnicích Baolo a Samasodu. Jazyk vymřel, protože ho nahrazoval jazyk čeke holo, ale hlavně jazyk zabana. Právě dříve zmiňovanou zabanou se mluví v oblasti, kde se dříve mluvilo jazykem laghu. Podobně hrozí vymření příbuzného jazyka zazao.